# Château de Moulinsart
Pour les articles homonymes, voir Moulinsart (entreprise) et Éditions Moulinsart.
Pour la parodie, voir Moulin Tsar.
Le château de Moulinsart est un château situé dans la localité fictive éponyme et imaginé par Hergé pour sa série de bande dessinée Les Aventures de Tintin. Tintin et le professeur Tournesol y sont les hôtes du capitaine Haddock à la fin de la série.

## Inspiration

### Le modèle

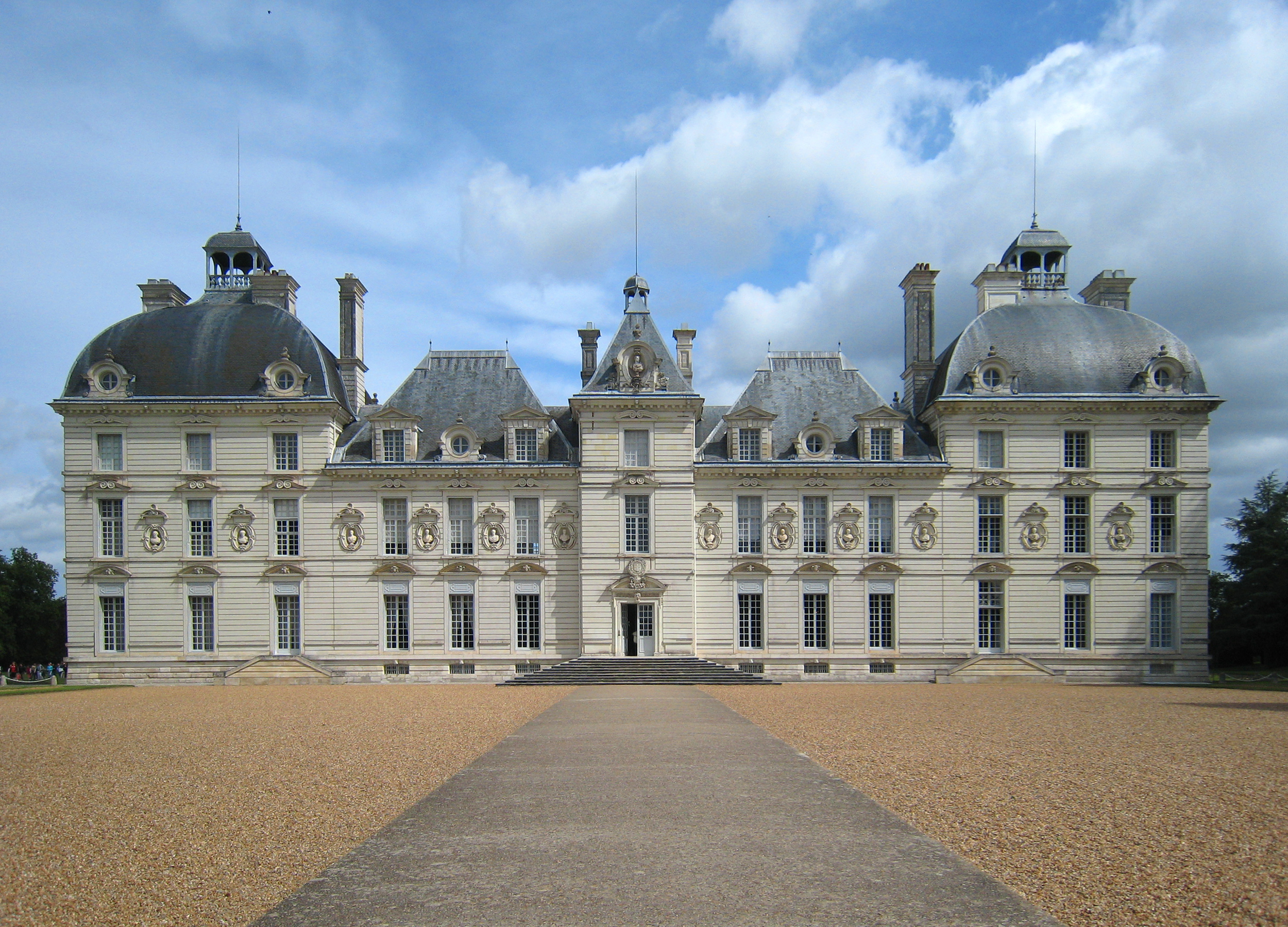
Le château de Cheverny.

C’est dans l’album Le Secret de La Licorne que le château apparaît pour la première fois.
Tintin découvre d'abord de vastes souterrains où il est retenu prisonnier. Au mois de mai 1942, période pendant laquelle Hergé prépare l'aventure, la presse fait un large écho des fouilles archéologiques dans les cryptes romanes de Nivelles et de l'abbaye Saint-Martin de Tournai. Elles sont peut-être une source d'inspiration des lieux dessinés par Hergé. Justement, ces sites se trouvent dans la région où s'établirent les Mérovingiens, dont le Professeur Tournesol cherche un tombeau dans le parc de Moulinsart,.

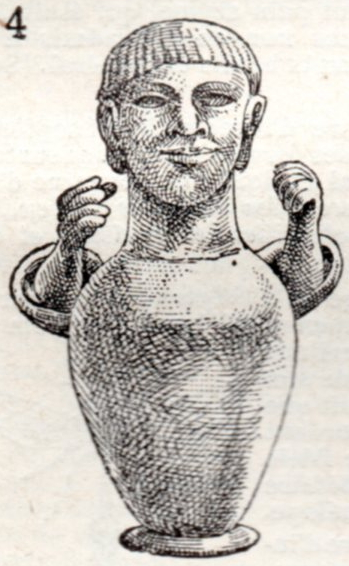
Gravure d'un canope étrusque publiée vers 1910 dans le Larousse en deux volumes et source d'inspiration pour Hergé.

Ces caves servent de dépôt d'antiquités. Pour dessiner les pièces accumulées, Hergé emprunte aux gravures publiées dans l'encyclopédie Larousse en deux volumes. Il en fera de même pour dessiner l'ameublement intérieur du château, mêlant les différentes époques.
Tintin découvre ensuite des parties supérieures du château, dont l'escalier d'honneur et la pièce à l'étage, d'où il téléphone au capitaine Haddock. La cheminée de cette pièce s'inspire de celle de la chambre du roi du château de Cheverny, dont Hergé utilisa une brochure touristique,. C'est dans cette pièce que Tintin découvre à la fois l'identité de ses geôliers, les frères Loiseau, antiquaires, et le nom du lieu, Moulinsart ; ce document sert aussi à Hergé pour dessiner l'escalier dans lequel son héros arrive en sortant de la crypte dans laquelle il fut enfermé, reprenant lors de cette scène le même angle que celui d'une photographie du prospectus et reproduisant jusqu'aux sculptures champêtres.
Ce n'est que vers la fin de l'aventure suivante, Le Trésor de Rackham le Rouge, que l'aspect général de l'extérieur est dévoilé. Moulinsart est une réplique du château de Cheverny, dont on aurait retiré les deux imposants pavillons latéraux,, afin de lui donner une allure moins imposante pour le style de vie de ses personnages et pour bien s'adapter au format de la feuille à dessin. Hergé a également pris d'autres libertés avec ce château, en inventant une crypte pour le besoin de l'intrigue.
Hergé n'a jamais clairement expliqué la raison de son choix de modèle. Mais à l'époque de la création du château fictif, c'est dans la vallée de la Loire que l'on observait la plus grande densité de châteaux ouverts au public. Aussi, la symétrie du château de Cheverny correspond parfaitement avec la ligne claire.

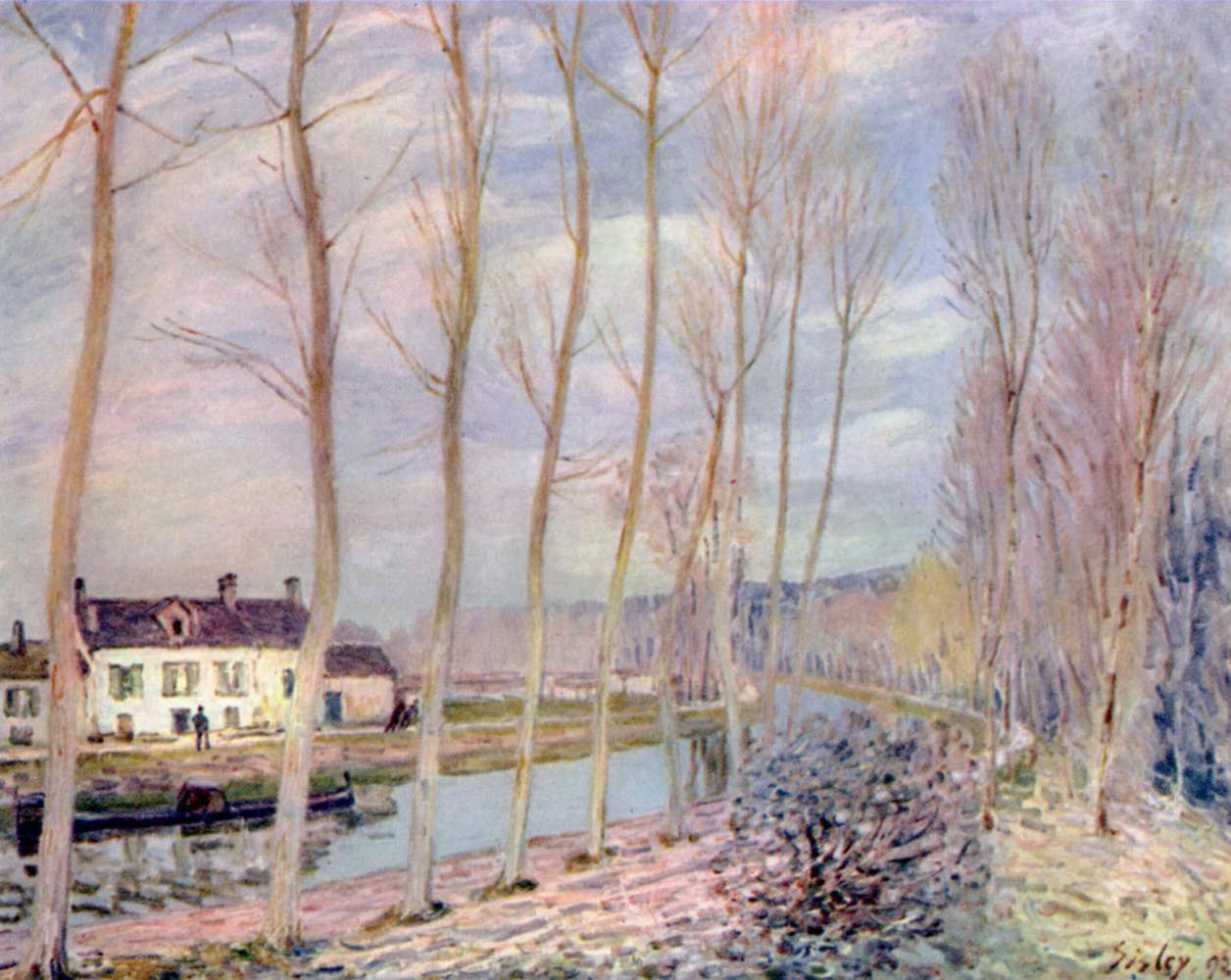
Le Canal du Loing par Alfred Sisley.

Dans Coke en stock (page 10), on aperçoit au mur une peinture d'Alfred Sisley : Le Canal du Loing. À cette époque, en 1956, Hergé se découvre une passion naissante pour la peinture et songe même abandonner la bande dessinée. Il devient propriétaire imaginaire de cette toile, qu'il ne pouvait ni peindre ni s'offrir, grâce au capitaine Haddock.

### Le nom de Moulinsart
Le nom de Moulinsart a été inventé par Hergé en inversant celui d'un hameau de Braine-l'Alleud, Sart-Moulin, situé au sud de Bruxelles (voir aussi la gare de Sart-Moulin adjacente de ligne 115). Le premier élément en est l'appellatif toponymique sart, forme déglutinée d’essart « défrichement », fréquent en Belgique romane ainsi que dans le Nord de la France. Ce hameau, dont le nom signifie donc « la terre défrichée (près) du moulin », est connu de Hergé par les visites qu'il rendait à José De Launoit, alors dessinateur au journal Le Vingtième Siècle et habitant de Braine-l'Alleud. L'épouse de ce dernier, Alice Devos, devint ensuite la collaboratrice d'Hergé. Curieusement, dans l'adaptation radiophonique de l'album, diffusée par la RTF dans le cadre de la série des aventures de Tintin du 24 décembre 1959 au 6 février 1960, le château de Moulinsart devint pendant quelques semaines celui des Moulinettes.
Le château s'appelle en néerlandais Molensloot (« Fossé du moulin »), en danois Møllenborg Slot (« Château du moulin »), en allemand Mühlenhof (« Domaine du moulin »), en espagnol — premières éditions — Castillo del Molino (« Château du moulin »), en catalan Molins de Dalt ( « Moulins d'en haut »). Il n'est par contre pas question de moulin dans les traductions anglaises, où le château est nommé Marlinspike Hall, marlinspike signifiant « épissoir », allusion à la dynastie de marins dont est issu le capitaine Haddock.

### Héraldique

Blason de la famille Landays de la Reillerie, qui ressemble le plus au médaillon

La porte principale du château de Moulinsart est surmontée d'un médaillon ellipsoïdal représentant des armoiries et soutenu par deux angelots adossés et par des gerbes de lauriers. Ce médaillon n’apparaît que dans l'album Les Sept Boules de cristal.   Le motif en est repris par Steven Spielberg dans son film Les Aventures de Tintin : Le Secret de La Licorne, lorsque Tintin aperçoit le château pour la première fois.
Si, dans la bande-dessinée, aucun commentaire n'est émis par les personnages concernant ces armoiries, en revanche, Tintin s'exclame dans le film qu'il s'agit d'un haddock, et qu'ainsi il se trouve donc bien au château de la famille Haddock. Si cette hypothèse d'armes parlantes n'est pas invraisemblable, il est en revanche plus probable que ce poisson représente un dauphin, plus courant en héraldique, ce qui n'exclut pas une origine aristocratique pour le capitaine. Ce poisson est couronné ; en effet, la couronne est une charge héraldique courante et peut ainsi  attribuer aux héritiers une noblesse belge non-titrée. Comme le médaillon est gravé dans une pierre de couleur jaune, les émaux et métaux ne sont quant à eux pas identifiés.
Le psychanalyste Serge Tisseron, analysant le blason comme un dauphin couronné, suggère que le chevalier de Hadoque ait pu être un enfant bâtard de Louis XIV, qui lui légua ce château. Cette situation ferait écho aux interrogations d'Hergé sur les origines de son propre père, possible enfant illégitime d'origine aristocratique voire royale.

## Dans la série
- À la fin de l'épisode Le Secret de La Licorne, le capitaine Haddock et les Dupondt viennent rejoindre Tintin pour lui prêter main-forte. Ils y font connaissance du majordome, Nestor, employé des frères Loiseau.
- Dans l'aventure Le Trésor de Rackham le Rouge, il apparait que le château de Moulinsart avec ses dépendances a été offert par le roi Louis XIV au chevalier François de Hadoque, lieutenant de marine et ancêtre du capitaine Haddock. L'acte de propriété a été signé à Versailles le 15 juillet 1684[g]. Par la suite, le château de Moulinsart est devenu la propriété des frères Loiseau.
- Grâce à la vente du brevet de son sous-marin de poche en forme de requin, le professeur Tournesol permettra au capitaine Haddock d'acquérir le château. C'est en faisant pour la première fois le tour du propriétaire que Tintin et le capitaine Haddock découvriront dans les souterrains de celui-ci, le trésor du pirate, Rackham le Rouge.
- Le majordome Nestor reste au château. Le professeur Tournesol s’y installe également. Cependant, on ne voit Tintin y vivre qu’à partir de L'Affaire Tournesol, préférant jusqu'alors son appartement du 26, rue du Labrador à Bruxelles.
- Les Bijoux de la Castafiore est le seul album dont l’intrigue, respectant l'unité de lieu, se déroule intégralement à Moulinsart, au château, dans son parc et dans le village.

## Dans les films

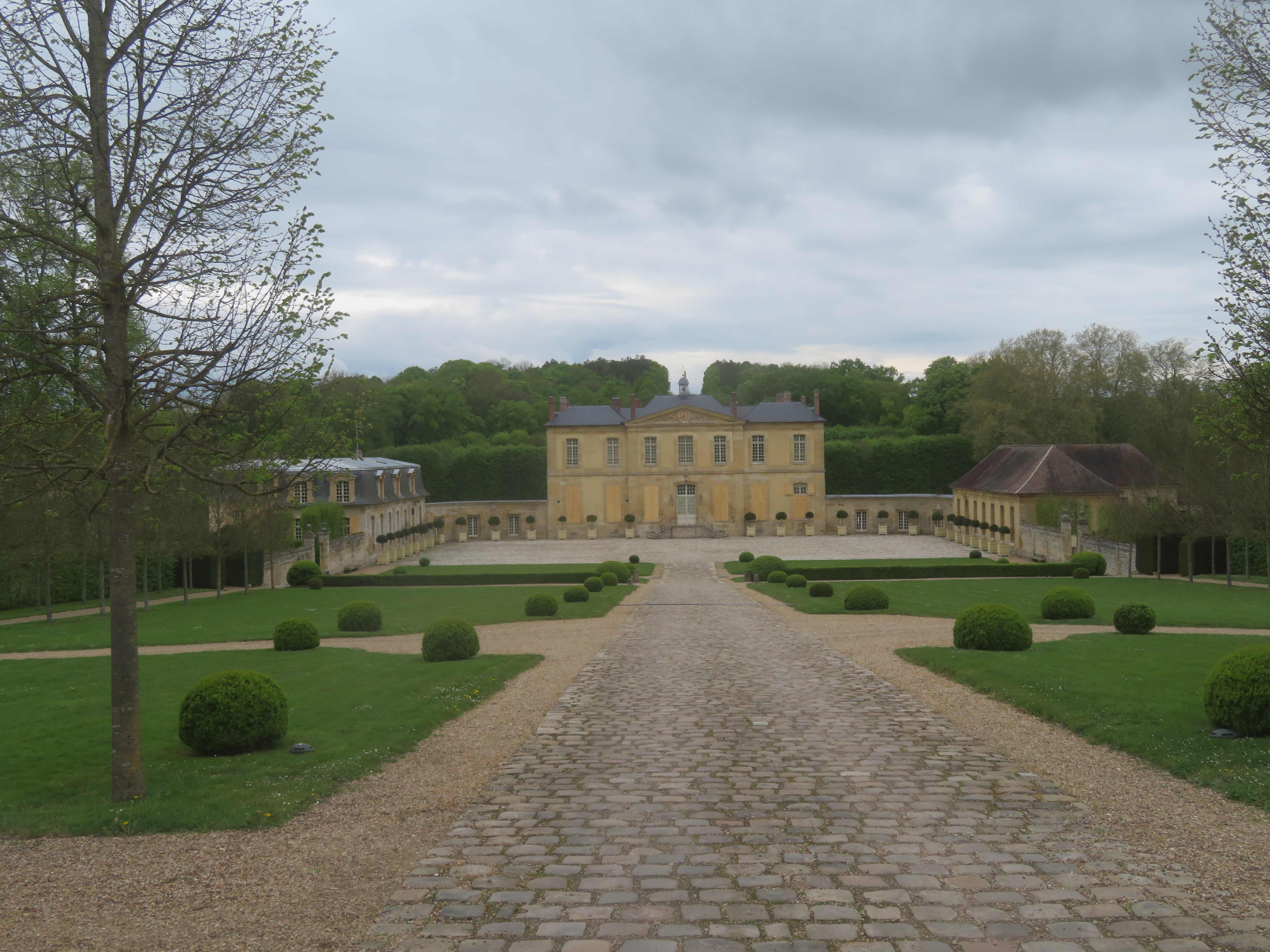
Château de Villette à Condécourt.

- Dans Tintin et le Mystère de la Toison d'or (1961), le château de Moulinsart est représenté par le château de Villette à Condécourt (Val-d'Oise)[15].
- Dans Tintin et les oranges bleues (1965), le château de Moulinsart est représenté par le château d'Ecquevilly (Yvelines)[16],[17].

## Apparence du château
L'intérieur du château de Moulinsart varie d'un album à l'autre. Certaines pièces sont similaires dans tous les albums comme la « salle de marine » ou le « grand salon ». Mais l'entrée ou encore les escaliers sont toujours différents. Bien qu'il n'existe aucun plan, ni liste des salles du château, au fil des albums, on peut noter la présence des lieux suivants, :

### Le vestibule
Présent dans la plupart des albums où apparait le château, il est doté d'un grand escalier de marbre. Celui-ci joue un rôle important par le biais de sa marche cassée dans Les Bijoux de la Castafiore.

### La salle de marine
C'est dans cette salle au plafond à caissons et à cheminée que sont exposés les objets rapportés de l'expédition sur l'épave de La Licorne, ainsi que les legs du chevalier François de Hadoque. Ainsi, on y découvre à la fin du Trésor de Rackham le Rouge les pièces suivantes : la statue fétiche du chevalier trouvée sur l'île, la figure de proue de La Licorne, les trois parchemins indiquant l'emplacement de l'épave, les trois maquettes du navire, des lampes, une ancre, le portrait du corsaire (réparé depuis qu'il fut troué dans Le Secret de La Licorne), ses mémoires, son chapeau, son pistolet…
Cette même salle accueille le piano sur lequel Igor Wagner répète ses gammes dans Les Bijoux de la Castafiore, ainsi que l'équipe de tournage qui interviewe la cantatrice. Dans ce même album, on remarque que cette salle occupe la partie gauche du château (en le voyant de face).

### Le grand salon
Abdallah et sa suite y campent dans Coke en stock.

### La cuisine
Dans Coke en stock, Abdallah y martyrise d'abord Nestor qu'il ligote sur une chaise, puis le professeur Tournesol juché sur des patins à roulettes qu'il pousse, le transformant en toupie brisant toute la vaisselle.

### Les chambres
La chambre du capitaine est équipée d'une salle de bain, tout comme celle de Tintin, comme on le découvre dans L'Affaire Tournesol.
Dans Les Bijoux de la Castafiore (page 11), la Castafiore est logée dans une autre chambre. Dans sa velléité de paraître cultivée, elle hésite à identifier comme étant de style Henri XV le mobilier devant lequel elle s'extasie et en demande confirmation à Nestor, lequel, flegmatique, la détrompe : « Louis XIII, Madame ». C'est un portrait du cardinal Mazarin qui semble être accroché. On y trouve également un lit à baldaquin recouvert de broderies persanes datant de 1550.

### Le grenier
Visible uniquement dans Les Bijoux de la Castafiore, le grenier se trouve au-dessus de la chambre qu'occupe la Castafiore, dans les combles. Une lucarne à œil-de-bœuf brisée y laisse entrer un hibou, qui effraie la cantatrice en marchant sur le sol et qu'elle prend pour un voleur. L'endroit sert de remise d'objets divers, tel un gramophone.

### La crypte
Sous le château se tient une vaste crypte, soutenue par des voûtes à croisée d'ogives. Une partie sert d'entrepôt d'antiquités aux frères Loiseau, dans ce qui servait autrefois de chapelle, comme l'atteste la présence d'une statue de saint Jean, un des quatre Évangélistes et des Douze Apôtres. Ce saint a pour attribut un aigle, ce qui lui vaut le surnom « d'aigle de Patmos ». Justement, cette statue tient une croix et est accompagnée d'un aigle, correspondant à « la ✝ de l'aigle » de l'énigme des parchemins de La Licorne. Se trouve également à ses pieds le globe contenant le trésor. Par la suite, on n'entend plus parler de cette crypte dans la série.

### Les jardins et le parc
Devant le château s'étend un jardin à la française, que le capitaine, accompagné de Tintin, parcourt à la fin du Trésor de Rackham le Rouge, en étant devenu le nouveau propriétaire. La case représentant la scène reprend l'aspect symétrique du jardin et de la demeure. Plus tard, sa quiétude est perturbée par un rallye automobile organisé par Séraphin Lampion à la fin de Coke en Stock.
Quant au parc, il est vaste, comme le constate Tintin y courant pour fuir les bandits dans Le Secret de La Licorne. Un campement de Roms s'y installe dans Les Bijoux de la Castafiore, au bord du ruisseau qui le traverse.

### Le laboratoire du professeur Tournesol
Au début de sa vie au château, le professeur travaille dans la partie droite du bâtiment. Mais les expériences explosives avec les comprimés de N.14 qu'il y réalisa à la fin d'Au pays de l'or noir y causèrent d'importants dégâts, à en juger par les photos qu'il a envoyées à ses amis. 
Par la suite, son laboratoire est installé dans une annexe située dans le parc. C'est là qu'il réalise ses expériences sur les ultrasons dans L'Affaire Tournesol, mettant au point son appareil destructeur. Au cours de ce même épisode, le laboratoire sera cambriolé par des espions bordures, qui le videront totalement.
On revoit le laboratoire dans Les Bijoux de la Castafiore, remeublé, où le professeur invite tous les occupants du château à découvrir sa nouvelle invention. Il s'agit du « Supercolor tryphonar », un téléviseur couleur (à l'époque de l'album, on ne trouvait en Europe que les tubes cathodiques en noir et blanc).

## Le village de Moulinsart

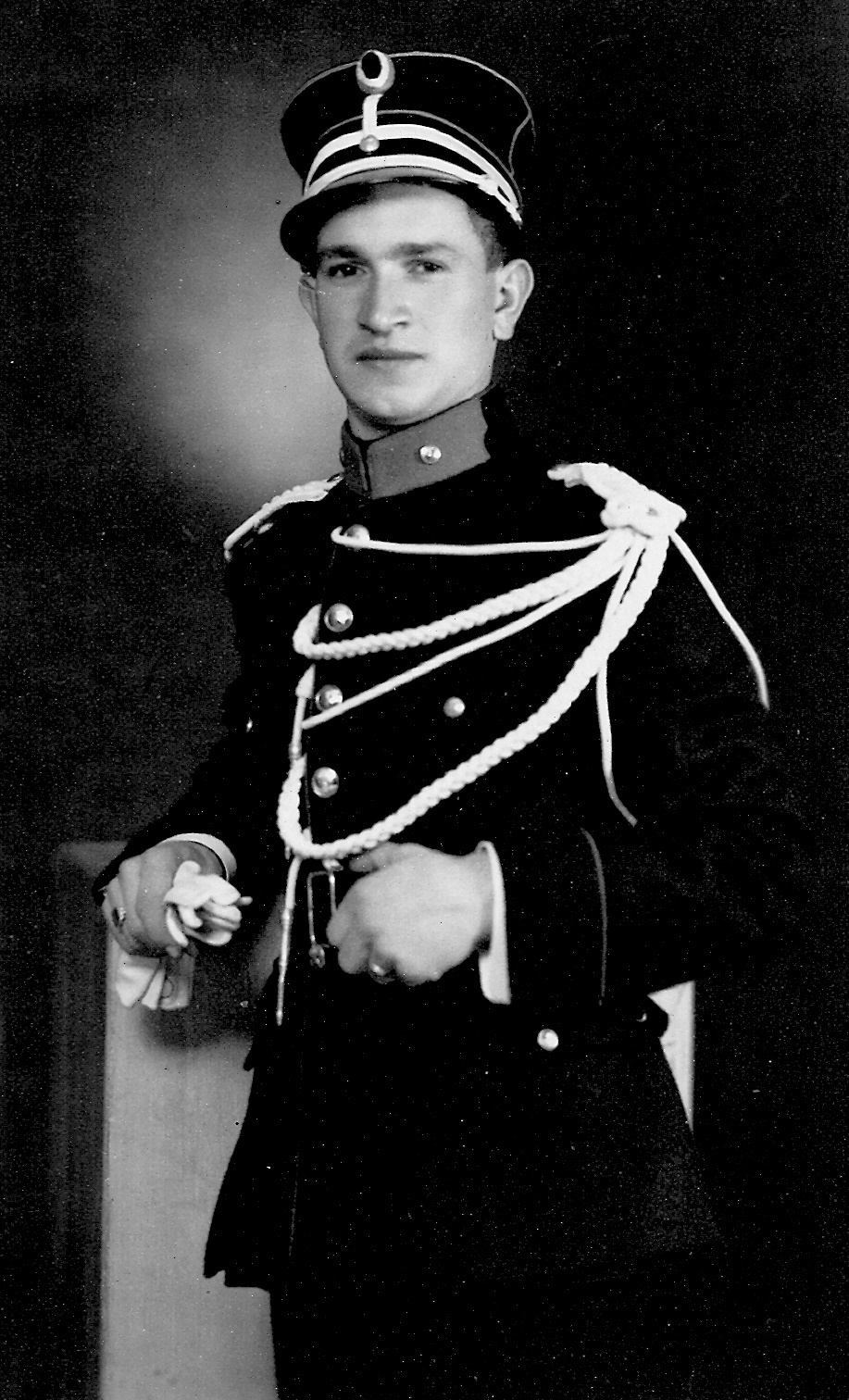
Un gendarme belge en 1947

Moulinsart est un village imaginaire à proximité duquel se situe le château de Moulinsart.
Même si Hergé gomme progressivement les références trop explicites à la Belgique, des traces permettent d'y situer Moulinsart, non loin de Bruxelles. Par exemple, l'uniforme des gendarmes dans Les Sept Boules de cristal et L'Affaire Tournesol. Un tel choix est néanmoins peu compatible avec l’histoire du château, lequel aurait été donné par Louis XIV au chevalier de Haddoque, et aurait donc dû faire partie du territoire français entre 1661 et 1715. Dans l’album Tintin et les Picaros, Hergé inclut plusieurs articles de presse mentionnant Moulinsart comme étant situé en « Europe occidentale », sans préciser de quel pays il s’agit.
Moulinsart semble être un gros bourg, puisqu'on y retrouve des commerces : la boucherie Sanzot ; la laiterie Lactas (L'Affaire Tournesol) ; un marbrier, Isidore Boullu ; un élagueur, Émile Vanneau. Mais aussi une fanfare municipale (« l'Harmonie de Moulinsart »), des services publics — une gendarmerie, une décharge municipale (Les Bijoux de la Castafiore) — et même une gare (Les Sept Boules de cristal). Moulinsart est aussi desservi par un service d'autobus, un arrêt s'appelle Moulinsart église, d'où la direction du château, éloigné de trois kilomètres, est signalée par un panneau indicateur.

## Renommée

### Actualité
À propos de la visite du colonel Kadhafi en France en décembre 2007, Dominique Dhombres, journaliste du Monde, titra son article du 12 décembre 2007 : Le petit Abdallah campe à Moulinsart, le dirigeant libyen ayant demandé qu'une tente bédouine soit installée sur la pelouse de l'hôtel de Marigny. On peut effectivement y voir un parallèle à l'album Coke en stock, où Abdallah, envoyé en Europe par son père pour le protéger, campe dans une grande tente de Bédouins, à l'intérieur d'une salle du château.

### Château de Cheverny
Après qu'Hergé a « déplacé » le château de Cheverny à Moulinsart, le château de Moulinsart a été « déplacé » à Cheverny. En effet, depuis le 27 juin 2001, le château de Cheverny accueille une exposition permanente, « Les Secrets de Moulinsart ». Admirateur des Aventures de Tintin, l'actuel propriétaire Charles-Antoine Hurault de Vibraye y a reconstitué différents décors de la série : la crypte dans laquelle fut enfermé Tintin, la chambre de ce dernier (dans laquelle on trouve plusieurs costumes qu'il a portés)… Un hommage rendu au personnage qui a grandement contribué à la renommée de son château. Ce qui fait suite à la codécision prise en 1994 de renforcer les liens unissant Cheverny à Moulinsart, passé entre le propriétaire et la Fondation Hergé, sa demeure étant devenue selon ses mots « une ambassade qui fasse autant l'unanimité autour de Tintin et de son monde ».